# Pomoucs beté'snih, i mirajoucsih
Pomoucs beté'snih, i mirajoucsih (Pomoč bolnikov in umirajočih) je prekmurski molitvenik Mikloša Küzmiča, ki je bil natisnjen 1781 v Šopronu. To je bil prvi prekmurski katoliški molitvenik. Madžarski škof János Szily iz Sombotela in Mihael Gaber iz Slovenske okrogline sta podpirala izdajo.
Te Küzmičeve knjige niso več ponatiskovali in je kmalu utonila v pozabo, medtem ko je bila dosti bolj priljubljena Küzmičeva Kniga molitvena, ki je bila sedemindvajsetkrat ponatisnjena do 1942.
Božidar Raič in Anton Trstenjak sta še omenila Pomoucs v svojih razpravah o ogrskih Slovencih, medtem ko drugi slovenski raziskovalci niso se ukvarjali s knjigo.
Celoten naslov molitvenika: Pomoucs beté'snih, i mirajoucsih: tou je: nike molitvi, z-ſterimi Redovnik beté'snoga, ali mirajoucsega, i na ſzmrt oſzodjenoga grejsnika more pomágati, po p. Küzmics Miklósi Sz. Benedeka Fare Dühovniki, i Szlovenſzke okrogline v. öſpöröſſi z-Vogrsſzkoga na Szlovenszki jezik obrnyene, i z-pobo'snim ſztroskom Naj Viſſe Postüvanoga Goſzpodina Boros Stevana, szombotelſzke Sztolne Czérkvi Kanonika, i kántora vö zoſtampane. V-Soproni po Sies János Jó'sefi. M.DCC.LXXXI. Ima 120 strani. Bil je natisnjen v šopronski tiskarni Jánosa Siessa. Molitvenik je preveden (prirejen) iz madžarščine. Izvirnik je molitvenik Istvána Tarnóczyja Holtig való barátság (Dosmrtno prijateljstvo), ki je bil objavljen 1695 v Transilvaniji in ga je širila győrska škofija v Železni županiji.
Molitve so namenjene ljudem, ki trpijo hudo bolezen in tistim, ki so že v agoniji.